# Gmajna, Slovenj Gradec
Gmajna je naselje v Mestni občini Slovenj Gradec.